# Weltklasse Zürich 2021
Il Weltklasse Zürich 2021 è stata la 93ª edizione dell'omonimo meeting di atletica leggera, e che si è disputata allo Stadio Letzigrund di Zurigo, l'8 e il 9 settembre 2021. Il meeting è la tredicesima tappa del circuito World Athletics della Diamond League 2021, nonché la tappa "finale" del circuito stesso.

## Programma[1]

### Giorno 1
| # | Orario | Specialità     |
| - | ------ | -------------- |
| 1 | 16:55  | Getto del peso |
| 2 | 18:00  | Salto in lungo |
| 3 | 19:10  | 5000 m         |

| # | Orario | Specialità     |
| - | ------ | -------------- |
| 1 | 16:55  | Getto del peso |
| 2 | 17:35  | 5000 m         |
| 3 | 17:50  | Salto in alto  |
| 4 | 18:00  | Salto in lungo |

### Giorno 2
| #  | Orario | Specialità               |
| -- | ------ | ------------------------ |
| 1  | 18:20  | Lancio del disco         |
| 2  | 18:25  | 400 m ostacoli           |
| 3  | 18:40  | Salto triplo             |
| 4  | 19:15  | 400 m                    |
| 5  | 18:58  | 110 m ostacoli           |
| 6  | 20:17  | 1500 m                   |
| 7  | 20:21  | Salto con l'asta         |
| 8  | 20:22  | Lancio del giavellotto   |
| 9  | 20:25  | Salto in alto            |
| 10 | 20:38  | 100 m                    |
| 11 | 20:46  | 3000 m siepi             |
| 12 | 21:13  | 800 m                    |
| 13 | 21:35  | 400 m ostacoli           |
| 14 | 21:52  | 200 m                    |
|    | 22:00  | Cerimonia di premiazione |

| #  | Orario | Specialità               |
| -- | ------ | ------------------------ |
| 1  | 18:15  | Salto con l'asta         |
| 2  | 18:20  | Lancio del disco         |
| 3  | 18:35  | 400 m                    |
| 4  | 18:40  | Salto triplo             |
| 5  | 19:04  | 400 m                    |
| 6  | 19:26  | 3000 m siepi             |
| 7  | 19:46  | 100 m ostacoli           |
| 8  | 20:06  | 1500 m                   |
| 9  | 20:22  | Lancio del giavellotto   |
| 10 | 20:29  | 100 m                    |
| 11 | 21:03  | 800 m                    |
| 12 | 21:25  | 400 m ostacoli           |
| 13 | 21:44  | 200 m                    |
|    | 22:00  | Cerimonia di premiazione |

     Specialità valide per la Diamond League

## Risultati

### Uomini
| Specialità             |                   | Prestazione | 2º classificato      | Prestazione | 3º classificato  | Prestazione |
| 100 m                  | Fred Kerley       | 9"87        | Andre De Grasse      | 9"89        | Ronnie Baker     | 9"91        |
| 200 m                  | Kenny Bednarek    | 19"70       | Andre De Grasse      | 19"72       | Fred Kerley      | 19"83       |
| 400 m                  | Michael Cherry    | 44"41       | Kirani James         | 44"42       | Deon Lendore     | 44"81       |
| 800 m                  | Emmanuel Korir    | 1'44"56     | Ferguson Rotich      | 1'44"96     | Clayton Murphy   | 1'45"21     |
| 1500 m                 | Timothy Cheruiyot | 3'31"37     | Jakob Ingebrigtsen   | 3'31"45     | Stewart McSweyn  | 3'32"14     |
| 5000 m                 | Berihu Aregawi    | 12'59"      | Birhanu Balew        | 13'02"      | Jacob Krop       | 13'02"      |
| 110 m ostacoli         | Devon Allen       | 13"06       | Ronald Levy          | 13"06       | Hansle Parchment | 13"17       |
| 400 m ostacoli         | Karsten Warholm   | 47"35       | Alison dos Santos    | 47"81       | Kyron McMaster   | 48"24       |
| 400 m ostacoli         | Efekemo Okoro     | 49"34       | Luke Campbell        | 49"80       | Joshua Abuaku    | 50"42       |
| 3000 m siepi           | Benjamin Kigen    | 8'17"45     | Soufiane El Bakkali  | 8'17"70     | Abraham Kibiwot  | 8'18"16     |
| Salto in alto          | Gianmarco Tamberi | 2,34 m      | Andrij Procenko      | 2,30 m      | Il'ja Ivanjuk    | 2,30 m      |
| Salto con l'asta       | Armand Duplantis  | 6,06 m      | Sam Kendricks        | 5,93 m      | Timur Morgunov   | 5,93 m      |
| Salto in lungo         | Thobias Montler   | 8,17 m      | Steffin McCarter     | 8,14 m      | Ruswahl Samaai   | 7,99 m      |
| Salto triplo           | Pedro Pichardo    | 17,70 m     | Hugues Fabrice Zango | 17,20 m     | Yasser Triki     | 17,03 m     |
| Lancio del disco       | Daniel Ståhl      | 66,49 m     | Kristjan Čeh         | 65,39 m     | Fedrick Dacres   | 65,33 m     |
| Lancio del giavellotto | Johannes Vetter   | 89,11 m     | Julian Weber         | 87,03 m     | akub Vadlejch    | 85,22 m     |
| Getto del peso         | Ryan Crouser      | 22,67 m     | Joe Kovacs           | 22,29 m     | Armin Sinančević | 21,86 m     |

     Prestazione che stabilisce il nuovo record del meeting.

### Donne
| Specialità             |                       | Prestazione | 2º classificato      | Prestazione | 3º classificato       | Prestazione |
| 100 m                  | Elaine Thompson-Herah | 10"65       | Dina Asher-Smith     | 10"87       | Ajla Del Ponte        | 10"93       |
| 200 m                  | Christine Mboma       | 21"78       | Shericka Jackson     | 21"81       | Dina Asher-Smith      | 22"19       |
| 400 m                  | Quanera Hayes         | 49"88       | Marileidy Paulino    | 49"96       | Sada Williams         | 50"24       |
| 400 m                  | Amalie Iuel           | 51"64       | Corinna Schwab       | 51"69       | Cátia Azevedo         | 52"42       |
| 800 m                  | Keely Hodgkinson      | 1'57"98     | Kate Grace           | 1'58"34     | Natoya Goule          | 1'58"34     |
| 1500 m                 | Faith Kipyegon        | 3'58"33     | Sifan Hassan         | 3'58"55     | Josette Andrews       | 4'00"41     |
| 5000 m                 | Francine Niyonsaba    | 14'29"      | Hellen Obiri         | 14'30"      | Ejgayehu Taye         | 14"31       |
| 100 m ostacoli         | Tobi Amusan           | 12"42       | Nadine Visser        | 12"51       | Megan Tapper          | 12"55       |
| 400 m ostacoli         | Femke Bol             | 52"80       | Shamier Little       | 53"35       | Anna Ryžykova         | 53"70       |
| 3000 m siepi           | Norah Jeruto          | 9'07"33     | Hyvin Jepkemoi       | 9'08"55     | Courtney Frerichs     | 9'08"74     |
| Salto in alto          | Marija Lasickene      | 2,05 m      | Jaroslava Mahučich   | 2,03 m      | Nicola Olyslagers     | 2,01 m      |
| Salto con l'asta       | Anželika Sidorova     | 5,01 m      | Aikaterinī Stefanidī | 4,77 m      | Tina Šutej            | 4,67 m      |
| Salto in lungo         | Ivana Španović        | 6,96 m      | Khaddi Sagnia        | 6,83 m      | Maryna Bekh-Romanchuk | 6,75 m      |
| Salto triplo           | Yulimar Rojas         | 15,48 m     | Shanieka Ricketts    | 14,64 m     | Kimberly Williams     | 14,47 m     |
| Lancio del disco       | Valarie Allman        | 69,20 m     | Sandra Perković      | 67,22 m     | Yaimé Pérez           | 64,83 m     |
| Lancio del giavellotto | Christin Hussong      | 65,26 m     | Kelsey-Lee Barber    | 62,68 m     | Nikola Ogrodníková    | 61,54 m     |
| Getto del peso         | Maggie Ewen           | 19,41 m     | Auriol Dongmo        | 18,86 m     | Fanny Roos            | 18,75 m     |

     Prestazione che stabilisce il nuovo record del meeting.